# Martin Kriele
Martin Kriele (Opladen, 19 de janeiro de 1931) é um professor alemão de direito público.

## Biografia
Após sua formatura do segundo grau, Kriele estudou direito e filosofia em Freiburg im Breisgau, Münster e Bonn. Após completar um estágio jurídico, Kriele obteve seu mestrado em direito na Universidade Yale. Posteriormente trabalhou como advogado e assistente de pesquisa de Hans J. Wolff em Münster. Em 1962, formou-se de seu doutorado com uma tese sobre os critérios da justiça, e em 1966 obteve sua habilitação como professor, com uma tese sobre a teoria geral do direito. Kriele foi professor de ciências políticas e direito público na Universidade de Köln de 1967 a 1996.
Kriele é o co-fundador e editor do journal für rechtspolitik (Jornal de direito Político).
Em 1973, Kriele representou o governo Federal na disputa sobre os acordos com a Alemanha Oriental perante o tribunal constitucional Federal. De 1976 a 1988, foi juiz do tribunal constitucional da Renânia do Norte-Westphalia. Em 1988, foi agraciado com a Ordem do Mérito da República Federal da Alemanha. Desde 1996, Kriele está aposentado. Seus alunos incluem Görg Haverkate, Burkhardt Ziemske, Heinrich Wilms e Georg Jochum.
Sob a influência das obras da antroposofista Rudolf Steiner, e principalmente de seu aluno Valentin Tomberg, Kriele converteu-se do Protestantismo à Igreja Católica. Envolveu-se na publicação dos "livros angélicos", de sua esposa Alexa. Por causa de seus comentários públicos sobre a fé e o esotérismo, e por seu envolvimento na Associação para a Promoção da Sabedoria Psicológica Psicológicos da humanidade, foi várias vezes criticado. Devido a seu apoio público aos Contras na Nicarágua após a revolução Sandinista, foi expulso do Partido Social-Democrata (SPD) em 1985.
Kriele tem seis filhos, dois do primeiro casamento com Christel, e quatro do seu segundo casamento, com Alexa. Alexa Kriele ficou conhecida ao público como uma médium da cena esotérica, ou como "anjo trabalhador".

## Obras
- Critérios de justiça. O Problema da filosofia do direito e da política, o relativismo. Duncker & Humblot, Berlim, 1963 (= Diss. uic. Münster, de 1962)
- Teoria da cobrança judicial, desenvolvido no Problema da interpretação constitucional. Duncker & Humblot, Berlim, 1967; 2. erg. A. ibid. 1976, ISBN 3-428-03735-9 (livre-docência)
- O desafio do estado constitucional. Hobbes e inglês juristas. Luchterhand, Neuwied 1970
- Introdução à teoria do estado. A legitimidade histórica e os fundamentos das democrática do estado constitucional. Rowohlt, Reinbek 1975; 6., um restyling. R.: Kohlhammer, Estugarda, 2003, ISBN 3-17-018163-7
- Legitimidade problemas da República Federal da Alemanha. Beck, München, 1977, ISBN 3-406-06768-9
- Os direitos humanos entre o Oriente e o Ocidente. A ciência e a política, Colónia, 1977, ISBN 3-8046-8544-7
- Direito e razão prática. Vandenhoeck & Ruprecht, Göttingen, 1979, ISBN 3-525-33435-4
- A liberação e a consciência política. Um apelo para que a Dignidade da pessoa humana. Herder, Freiburg-im-Breisgau, 1980; 2. erw. A. ibid. 1986, ISBN 3-451-20827-X
- Nicarágua. O sangramento coração da América. Um Relatório. Piper, München, 1985; 4. A. ibid. 1986, ISBN 3-492-10554-8
- O mundo da revolução democrática. Por que a liberdade vai prevalecer. Piper, em Munique, 1987, ISBN 3-492-10486-X
- Legal – Racional Da Realidade. Duncker & Humblot, Berlim, 1990, ISBN 3-428-06961-7 (coletânea de ensaios)
- O não-aborto terapêutico antes da lei básica. Duncker & Humblot, Berlim, 1992, ISBN 3-428-07659-1
- A antroposofia e a Igreja. Experiências de uma fronteira. Herder, Freiburg-im-Breisgau, 1996, ISBN 3-451-23967-1 (autobiografia)
- O mundo democrático revolução, e outras contribuições. Duncker & Humblot, Berlim, 1997, ISBN 3-428-08922-7 (coletânea de ensaios)
- Problemas básicos da filosofia do direito. ILUMINADO, Münster, 2003, ISBN 3-8258-6398-0
- Pensar e raciocinar. Pode um homem sadio rejeitar?  Christiana, Stein am Rhein, 2008, ISBN 978-3-7171-1143-6

## Literatura Complementar
- Burkhardt Ziemske (EDS.): Estado de filosofia jurídica e política. Festschrift für Martin Kriele 65. Aniversário. Beck, München, 1997, ISBN 3-406-41791-4

## Ligações Externas
- Literatura de e sobre Martin Kriele (em alemão) no catálogo da Biblioteca Nacional da Alemanha
- Site por Martin Kriele